# Wakriya Athletic Club
 (novembre 2017).
Si vous disposez d'ouvrages ou d'articles de référence ou si vous connaissez des sites web de qualité traitant du thème abordé ici, merci de compléter l'article en donnant les références utiles à sa vérifiabilité et en les liant à la section « Notes et références ».
Actualités
Le Wakriya Athletic Club est un club de football guinéen basé à Boké. Le club évolue en première division lors de la saison 2017-2018.

## Histoire
Le club participe une seule et unique fois à une compétition continentale africaine, lors de la Coupe de la confédération 2018-2019. Il se voit éliminé dès le tour préliminaire de la compétition.

## Palmarès
- Coupe de Guinée
  - Finaliste : 2018